# Tore Vikingstad
Tore Vikingstad, født 8. oktober 1975 i Trondheim, Norge, er en norsk tidligere professionel ishockeyspiller. Han sluttede sin aktive hockeykarriere efter sæsonen 2012/2013 med  Stavanger Oilers i den norske liga.
I sæsonen 2005-06 blev han udnævnt til den tyske ligas bedste spiller efter at have vundet pointligaen med 23 mål og 41 assists for i alt 64 point i 52 kampe for DEG Metro Stars, hvilket også førte til, at Vikingstad blev udnævnt til Norges bedste ishockeyspiller i 2005– 06 ved at blive tildelt den årlige pris Gullpucken.
Han kom hjem til Norge og Stavanger sommeren 2011 efter tre sæsoner i Hannover Scorpions i den tyske ishockeyliga  DEL.
Vikingstad har også spillet for Viking Hockey og Stjernen Hockey i Norge samt i Färjestads BK og Leksands IF i  Elitserien. Han  blev udarbejdet som den 180. spiller samlet i  Louis Blues 1999.
Vikingstad har også ved flere lejligheder repræsenteret  Norges ishockeylag.